# الولادة دون مساعدة

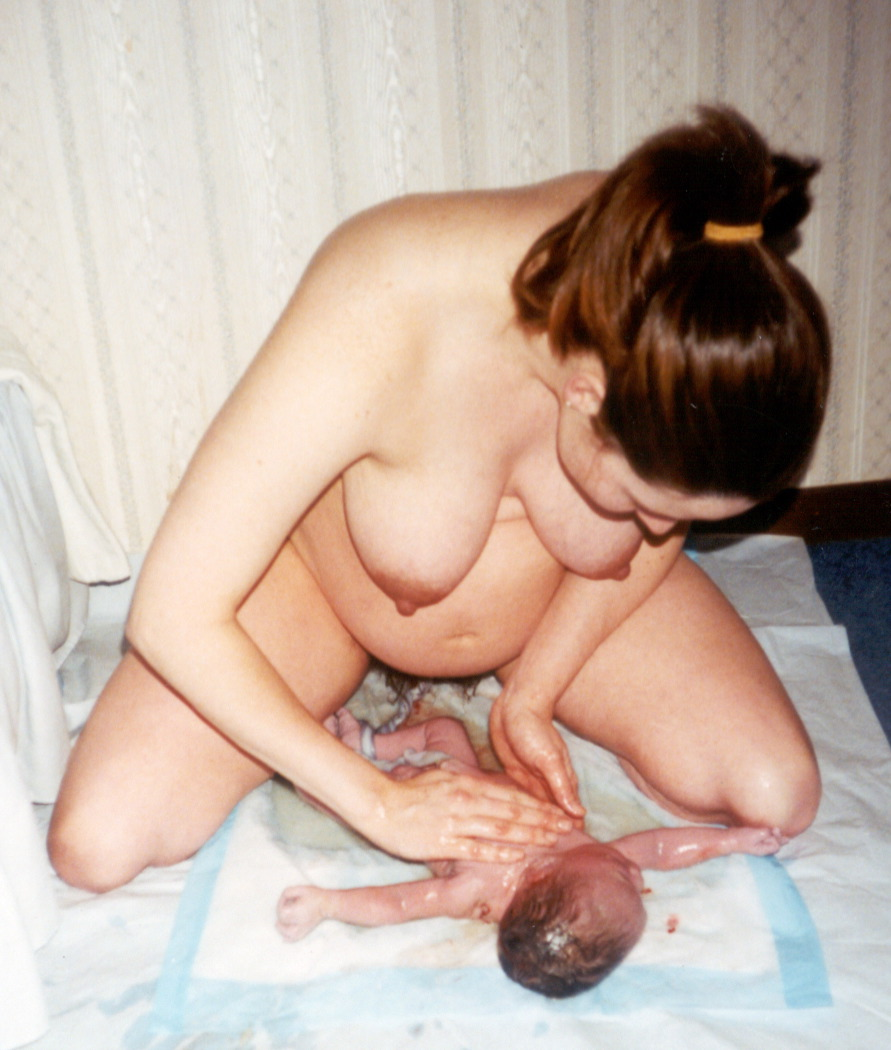

الولادة بدون مساعدة هي الولادة بدون إشراف أو أي مساعدة طبية، ويطلق عليها اسم الولادة الحرة، أو الولادة بالمنزل، وهو وصف للولادة المخططة خارج منظومة الطب وبدون أي دعم طبي.

## التاريخ

### المؤيدون
- كتبت الكاتبة مارون عدة كتب تدعو فيها للولادة بدون أي مساعدة، كانت تؤمن بأن الولادة موضوع خاص.
- شاينلي، شاعر، وكاتب، ألف كتاب الولادة بدون مساعدة (1993م).

### المعارضون
- العديد من الهيئات الطبية، من ضمنها هيئه التوليد وأمراض النساء في كندا [1]، والجامعة الأمريكية في التوليد وأمراض النساء[2] والجامعات الأسترالية والنيوزلندية في أمراض النساء والتوليد [3]، أصدروا بيان شديد وهام تحذر فيه من الولادة بدون مساعدة .